# 机姓
姓是一个罕见的汉字姓氏，主要分布于台湾高雄市内门区，为西拉雅族原住民所使用。清代汉化时根据原姓氏的最后一个音节“-ki”取汉姓为“机”。
、从字源上看是两个字。但由于“機”在简笔字、繁体俗字中常写作“机”，《第一批简体字表》《简化字总表》也将“機”简化为“机”，两个字在繁简转换过程中会出现混用的情况。故而也可见到将机姓写作機姓的例子。